# Open de Rouen
El torneig de Rouen, conegut oficialment com a Open de Rouen i darrerament per Open Capfinances Rouen Métropole, és una competició tennística professional que es disputa sobre terra batuda al Kindarena Sports Complex de Rouen, França. Pertany a les sèries 250 del circuit ATP masculí i serveix de preparació pel Roland Garros.

## Palmarès

### Individual femení
| Any      | Campiona          | Finalista         | Resultat      |
| -------- | ----------------- | ----------------- | ------------- |
| WTA 250  |                   |                   |               |
| 2025     | Elina Svitòlina   | Olga Danilović    | 6−4, 7−6(8)   |
| 2024     | Sloane Stephens   | Magda Linette     | 6−1, 2−6, 6−2 |
| WTA 125K |                   |                   |               |
| 2023     | Viktorija Golubic | Erika Andreeva    | 6−4, 6−1      |
| 2022     | Marina Zanevska   | Viktorija Golubic | 7−6(6), 6−1   |

### Dobles femenins
| Any      | Campiones                            | Finalistes                       | Resultat    |
| -------- | ------------------------------------ | -------------------------------- | ----------- |
| WTA 250  |                                      |                                  |             |
| 2025     | Aleksandra Krunić Sabrina Santamaria | Irina Khromacheva Linda Nosková  | 6−0, 6−4    |
| 2024     | Tímea Babos Irina Khromacheva        | Naiktha Bains Maia Lumsden       | 6−3, 6−4    |
| WTA 125K |                                      |                                  |             |
| 2023     | Maia Lumsden Jessika Ponchet         | Anna Bondár Kimberley Zimmermann | 6−3, 7−6(4) |
| 2022     | Natela Dzalamidze Kamilla Rakhimova  | Misaki Doi Oksana Kalashnikova   | 6−2, 7−5    |